# دیسکاورر کلیر لیدر
دیسکاورر کلیر لیدر (به انگلیسی: Discoverer Clear Leader) یک کشتی است که طول آن ۲۵۴٫۴ متر (۸۳۵ فوت) می‌باشد. این کشتی در سال ۲۰۰۹ ساخته شد.